# Bockenem
Bockenem er en by og kommune i det centrale Tyskland med godt 9.900 indbyggere (2012), beliggende under Landkreis Hildesheim i den sydlige del af delstaten Niedersachsen. Bockenem blev grundlagt i 1154.

## Geografi
Bockenem ligger i dalen til floden Nette (en biflod til Innerste) mellem højdedragene Sauberge mod nordvest, Hainberg mod øst og Harplage mod sydvest.
I kommunen Bockenem findes (ud over hovedbyen) landsbyerne Bönnien, Bornum, Bültum, Groß Ilde, Hary, Jerze, Klein Ilde, Königsdahlum, Mahlum, Nette, Ortshausen, Schlewecke, Störy, Upstedt, Volkersheim, Werder og Wohlenhausen.